# Замок Балинтор
Замок Балинтор (англ. Balintore Castle) — памятник викторианской архитектуры в Шотландии.
Замок построен на возвышенности в болотистой местности над деревней Балинтор, в нескольких милях к северу от озера Линтратен, недалеко от Кирримуира, в округе Ангус. Согласно картам Тимоти Понта, в конце XVI века на этом месте уже стояла башня Балинтор.
Замок спроектирован в 1859 году архитектором Уильямом Берном. Типичный пример стиля шотландских баронов, он отличается обилием башенок и фронтонов, а также уходящим вдаль восточным окном. Главная башня увенчана смотровой площадкой с балюстрадой, похожей на башню замка Бьюкенен.
Центральным элементом интерьера является большой зал, а также галерея, спальни, столовая, комната для прислуги, винный погреб, кладовая и библиотека.
Замок Балинтор был заказан в качестве охотничьего дома Дэвидом Лайоном, членом парламента, который унаследовал состояние, нажитое его семьей благодаря инвестициям в Ост-Индскую компанию. В последнее время замок использовался только в сезон охоты.
В 1960-х годах было решено не ремонтировать обширную сухую гниль, и замок оказался заброшен. Замок простоял пустым до 2007 года, и за это время его состояние ухудшилось настолько, что стало угрожать целостности конструкции. Замок Балинтор был внесен в реестр зданий, находящихся под угрозой, в Шотландии с 1990 года. Совет округа Ангус использовал свои полномочия по принудительной покупке, чтобы выкупить его у отсутствующих владельцев, и теперь он находится в руках шотландца, который восстанавливает его и проживает в нём.